# Rod Steiger
 (mai 2016).
Si vous disposez d'ouvrages ou d'articles de référence ou si vous connaissez des sites web de qualité traitant du thème abordé ici, merci de compléter l'article en donnant les références utiles à sa vérifiabilité et en les liant à la section « Notes et références ».
Pour les articles homonymes, voir Steiger.
Rodney Steiger, dit Rod Steiger, né le 14 avril 1925 à Westhampton (dans Les Hamptons, État de New York) et mort le 9 juillet 2002 à Los Angeles, est un acteur américain.

## Biographie
À l'âge de 17 ans, il s'engage dans les Marines. Après la Seconde Guerre mondiale, il est employé dans l'administration civile lorsqu'il décide de suivre les cours de l'Actors Studio.

## Carrière

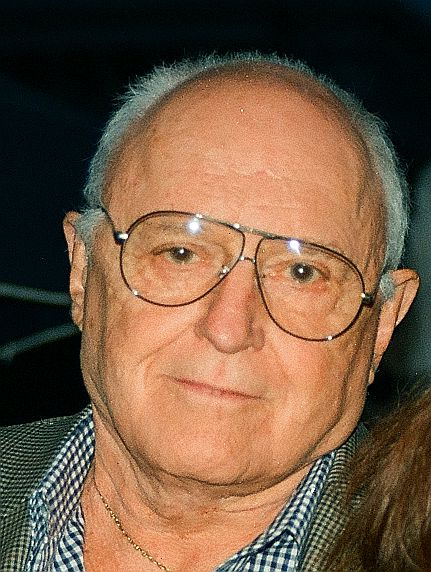
Rod Steiger dans 1994.

Rod Steiger est le fils unique de deux artistes, Lorraine Driver et Frederick Steiger, et issu de descendants d'immigrés français, écossais et allemands. Rod Steiger n'a jamais connu son père.
Formé à l'Actors Studio, il a obtenu une nomination pour l'Oscar du meilleur acteur dans un second rôle (interprétant Charlie Malloy) dans le film d'Elia Kazan : Sur les quais en 1955, et l'Oscar du meilleur acteur en 1968 pour le rôle du shérif Bill Gillespie pour Dans la chaleur de la nuit de Norman Jewison. Il compose le personnage de Napoléon Bonaparte dans le film Waterloo de Sergueï Bondartchouk en 1970 et incarne en 1971 Juan Miranda, l'un des deux héros du film Il était une fois la révolution de Sergio Leone.
Il est mort des suites d'une pneumonie et d'une insuffisance rénale le 9 juillet 2002 à Los Angeles.

## Vie privée

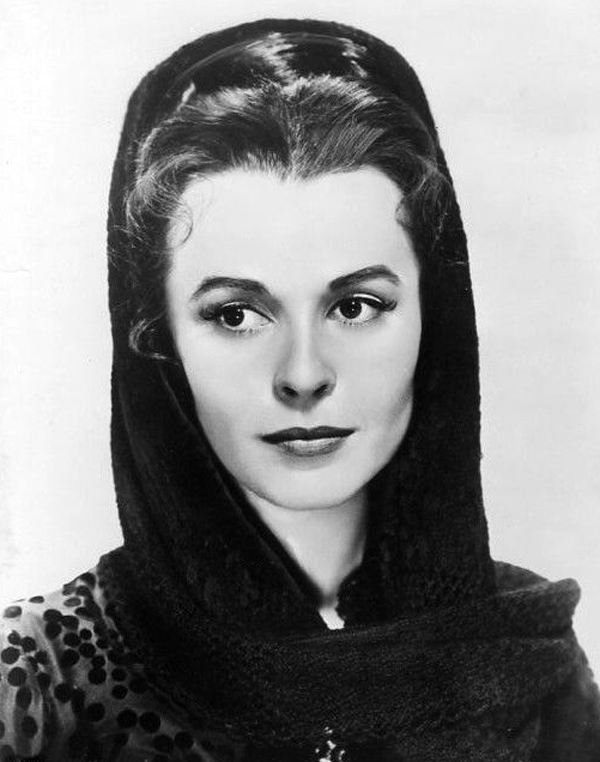
Claire Bloom, 1958.

Il a été marié cinq fois (dont quatre divorces) et il a eu deux enfants, une fille Anna de son deuxième mariage avec l'actrice Claire Bloom, et un garçon de son quatrième.
Ces cinq mariages ne sont pas le seul signe de rapports difficiles avec les femmes. Sur le seul tournage du Docteur Jivago (il est un des rares acteurs américains du film), il dérape deux fois : dans la scène où Julie Christie le gifle, il la gifle à son tour ; cette seconde gifle n'était pas dans le script et la surprise de Christie en la recevant est vraiment sincère ; lorsque Rod Steiger embrasse Julie Christie pour la première fois, celle-ci se débat réellement car Steiger l'a délibérément embrassée en mettant sa langue dans sa bouche.

## Filmographie

### Cinéma
- 1951 : Teresa de Fred Zinnemann
- 1954 : Sur les quais (On the Waterfront) d'Elia Kazan
- 1955 : Oklahoma ! de Fred Zinnemann
- 1955 : Le Grand Couteau (The Big Knife) de Robert Aldrich
- 1955 : Marty de Delbert Mann
- 1955 : Condamné au silence (The Court-Martial of Billy Mitchell) d'Otto Preminger
- 1956 : L'Homme de nulle part (Jubal) de Delmer Daves
- 1956 : Plus dure sera la chute (The Harder They Fall) de Mark Robson
- 1956 : Les Échappés du néant (Back from Eternity) de John Farrow
- 1957 : La Femme et le Rôdeur (The Unholy Wife) de John Farrow
- 1957 : Le Jugement des flèches (Run of the Arrow) de Samuel Fuller
- 1957 : Frontière dangereuse (Across the Bridge) de Ken Annakin
- 1958 : Cri de terreur (Cry Terror!) d'Andrew L. Stone
- 1959 : Al Capone de Richard Wilson
- 1960 : Les Sept Voleurs (Seven Thieves) de Henry Hathaway
- 1961 : Vendredi 13 heures (An einem Freitag um halb zwölf) d'Alvin Rakoff
- 1961 : La Marque (The Mark) de Guy Green
- 1962 : Lutte sans merci (13 West Street) de Philip Leacock
- 1962 : Convicts 4, de Millard Kaufman
- 1962 : Le Jour le plus long (The Longest Day) de Ken Annakin, Andrew Marton et Bernhard Wicki
- 1963 : Main basse sur la ville (Le mani sulla città) de Francesco Rosi
- 1964 : Les Deux Rivales (Gli indifferenti) de Francesco Maselli
- 1964 : Le Prêteur sur gages (The Pawnbroker) de Sidney Lumet
- 1965 : E venne un uomo d'Ermanno Olmi
- 1965 : Le Cher Disparu (The Loved One) de Tony Richardson
- 1965 : Le Docteur Jivago (Doctor Zhivago) de David Lean
- 1967 : Dans la chaleur de la nuit (In the Heat of the Night) de Norman Jewison
- 1967 : La Fille et le Général (La ragazza e il generale) de Pasquale Festa Campanile
- 1968 : Le Refroidisseur de dames de Jack Smight
- 1968 : Le Sergent (The Sergeant) de John Flynn
- 1969 : L'Homme tatoué (The Illustrated Man) de Jack Smight
- 1969 : Auto-Stop girl (Three Into Two Won't Go) de Peter Hall
- 1970 : Waterloo de Sergueï Bondartchouk
- 1971 : Il était une fois la révolution (Giù la testa) de Sergio Leone
- 1971 : Happy Birthday, Wanda June de Mark Robson
- 1973 : Une fille nommée Lolly Madonna (Lolly-Madonna XXX) de Richard C. Sarafian
- 1973 : Les Enfants de chœur (Gli eroi) de Duccio Tessari
- 1974 : Les Derniers Jours de Mussolini (Mussolini: Ultimo atto) de Carlo Lizzani
- 1974 : Lucky Luciano de Francesco Rosi
- 1975 : Les Innocents aux mains sales de Claude Chabrol
- 1975 : Le Grand Défi (en) (Hennessy) de Don Sharp
- 1976 : W. C. Fields et moi (W.C. Fields and Me) d'Arthur Hiller
- 1977 : Portrait of a Hitman d'Allan A. Buckhantz
- 1977 : Jésus de Nazareth de Franco Zeffirelli : Ponce Pilate (mini-série)
- 1978 : Wolf Lake de Burt Kennedy
- 1978 : FIST, de Norman Jewison
- 1979 : La Percée d'Avranches (Steiner - Das eiserne Kreuz, 2. Teil) d'Andrew V. McLaglen
- 1979 : Amityville : La Maison du diable (The Amityville Horror) de Stuart Rosenberg
- 1979 : Avec les compliments de Charlie (Love and Bullets) de Stuart Rosenberg
- 1980 : Klondike Fever de Peter Carter
- 1980 : The Lucky Star de Max Fischer
- 1981 : Le Lion du désert (Lion of the Desert) de Moustapha Akkad
- 1981 : Winchester et Jupons courts (Bil Doolin, le hors la loi), (Cattle Annie and Little Britches) de Lamont Johnson :  Marshall Bill Tilghman
- 1981 : L'Élu (The Chosen) de Jeremy Kagan
- 1982 : La Montagne magique (Der Zauberberg) de Hans W. Geißendörfer
- 1984 : La Machination (The Naked Face) de Bryan Forbes
- 1987 : The Kindred de Stephen Carpenter et Jeffrey Obrow
- 1987 : Catch the Heat de Joel Silberg
- 1987 : Une affaire de famille (American Gothic) de John Hough
- 1989 : L'Été des roses blanches (Đavolji raj - ono ljeto bijelih ruža) de Rajko Grlić
- 1989 : Calendrier meurtrier (January Man) de Pat O'Connor
- 1989 : Tennessee Nights, de Nicolas Gessner
- 1989 : Sauf votre respect (Try This One for Size) de Guy Hamilton
- 1991 : Un homme respectable (Men of Respect) de William Reilly
- 1991 : The Ballad of the Sad Café de Simon Callow
- 1991 : Guilty as Charged de Sam Irvin
- 1993 : Le Voisin (en) (The Neighbor) de Rodney Gibbons
- 1993 : Kölcsönkapott idö d'István Poór
- 1994 : The Last Tattoo de John Reid
- 1994 : L'Expert (The Specialist) de Luis Llosa
- 1994 : Tous les jours dimanche de Jean-Charles Tacchella
- 1995 : Captain Nuke and the Bomber Boys de Charles Gale
- 1996 : Une folle équipée (Carpool) d'Arthur Hiller
- 1996 : Shaïlo de Dale Rosenbloom
- 1996 : Mars Attacks! de Tim Burton
- 1997 : Le Rêve de Jimmy (The Kid) de John Hamilton
- 1997 : La Dernière Cavale (Truth or Consequences, N.M.) de Kiefer Sutherland
- 1997 : Livers Ain't Cheap de James Merendino
- 1997 : Incognito de John Badham
- 1998 : The Snatching of Bookie Bob
- 1998 : Alexandria Hotel, d'Andrea Barzini et James Merendino
- 1998 : Animals (Animals and the Tollkeeper) de Michael Di Jiacomo
- 1998 : Traque infernale (Legacy) de T.J. Scott
- 1999 : Cypress Edge de Serge Rodnunsky
- 1998 : Body and Soul de Sam Henry Kass
- 1999 : La Tête dans le carton à chapeaux (Crazy in Alabama) d'Antonio Banderas
- 1999 : Shiloh 2 (Shiloh 2: Shiloh Season) de Sandy Tung
- 1999 : Hurricane Carter (The Hurricane) de Norman Jewison
- 1999 : La Fin des temps (End of Days) de Peter Hyams
- 2000 : The Last Producer de Burt Reynolds
- 2001 : Lightmaker de Dieter Meier
- 2001 : A Month of Sundays de Stewart Raffill
- 2001 : Braquage à l'américaine (The Hollywood Sign) de Sönke Wortmann
- 2002 : Poolhall Junkies de Mars Callahan

### Télévision
- 1951 : Tales of Tomorrow (série)
- 1964 : The Movie Maker, de Joseph Lejtes
- 1966 : Mort d'un commis voyageur (Death of a Salesman), d'Alan Cooke
- 1977 : Jésus de Nazareth (Jesus of Nazareth), de Franco Zeffirelli (feuilleton)
- 1983 : La Course vers le pôle (Cook & Peary: The Race to the Pole), de Robert Day
- 1984 : The Glory Boys, de Michael Ferguson
- 1985 : Les Dessous d'Hollywood (Hollywood Wives), de Robert Day (feuilleton)
- 1986 : L'Épée de Gédéon (Sword of Gideon), de Michael Anderson
- 1988 : Desperado: Avalanche at Devil's Ridge, de Richard Compton
- 1989 : Meurtre aux Bahamas Passion and Paradise, d'Harvey Hart (Sir Harry Oakes)
- 1991 : Meurtre entre chiens et loup (In the Line of Duty: Manhunt in the Dakotas), de Dick Lowry
- 1992 : Due vite, un destino, de Romolo Guerrieri
- 1992 : Sinatra, de James Steven Sadwith
- 1993 : Les Chroniques de San Francisco (Tales of the City), d'Alastair Reid (feuilleton)
- 1995 : Little Surprises, de Jeff Goldblum
- 1995 : OP Center, de Lewis Teague
- 1995 : Choices of the Heart: The Margaret Sanger Story, de Paul Shapiro
- 1995 : L'Honneur de la cavalerie (In Pursuit of Honor), de Ken Olin
- 1995 : Columbo : Une étrange association (Columbo: Strange Bedfellows), de Vincent McEveety
- 1995 : Out There, de Sam Irvin
- 1996 : Dalva, de Ken Cameron
- 1996 : EZ Streets, de Paul Haggis
- 1998 : Modern Vampires, de Richard Elfman
- 1999 : Chicken Soup for the Soul (série)
- 2000 : Animated Epics: Moby Dick
- 2001 : The Flying Dutchman, de Robin P. Murray

## Voix françaises
| - William Sabatier (*1923 - 2019) dans : - Le Sergent - Waterloo - Les Derniers Jours de Mussolini - Avec les compliments de Charlie - Le Lion du désert - Une folle équipée - Incognito - Hurricane Carter - La Fin des temps - La Tête dans le carton à chapeaux - André Valmy (*1919 - 2015) dans : - La Femme et le Rôdeur - Le Jugement des flèches - Le Docteur Jivago - L'Homme tatoué - Il était une fois la révolution - Jésus de Nazareth (mini-série) - Tous les jours dimanche - Henry Djanik (*1926 - 2008) dans : - Lucky Luciano - La Machination - Tuez cet homme (mini-série) - Les Dessous d'Hollywood (mini-série) | - Roger Carel (*1927 - 2020) dans : - Le Cher Disparu - Le Refroidisseur de dames - Jacques Dynam (*1923 - 2004) dans : - Dans la chaleur de la nuit - La Dernière Cavale et aussi - Michel Gudin (*1916 - 1996) dans Sur les quais - Jean Marchat (*1902 - 1966) dans Le Grand Couteau - Raymond Loyer (*1916 - 2004) dans Condamné au silence - Jacques Erwin (*1908 - 1957) dans Plus dure sera la chute - Michel Marsay (*1913 - 1986) dans L'Homme de nulle part - Howard Vernon (*1908 - 1996) dans Les Échappés du néant - Marcel Bozzuffi (*1929 - 1988) dans Le jour le plus long - Yves Brainville (*1914 - 1993) dans Main basse sur la ville - Philippe Dumat (*1925 - 2006) dans F.I.S.T. - Claude Joseph (*1926 - 1995) dans La Percée d'Avranches - Jean-Claude Michel (*1925 - 1999) dans Amityville : La Maison du diable - Edmond Bernard (*1921 - 1994) dans Calendrier meurtrier - Yves Barsacq (*1931 - 2015) dans L'Expert - Albert Augier (*1924 - 2007) dans Columbo : Une étrange association (téléfilm) - Michel Fortin (*1937 - 2011) dans Mars Attacks! |